# Cerniaz
Cerniaz är en ort i kommunen Valbroye i kantonen Vaud i Schweiz. Den ligger cirka 30,5 kilometer nordost om Lausanne. Orten har cirka 83 invånare (2020).
Orten var före den 1 juli 2011 en egen kommun, men slogs då samman med kommunerna Combremont-le-Grand, Combremont-le-Petit, Granges-près-Marnand, Marnand, Sassel, Seigneux och Villars-Bramard till den nya kommunen Valbroye.